# Réauville
Réauville är en kommun i departementet Drôme i regionen Auvergne-Rhône-Alpes i sydöstra Frankrike. Kommunen ligger i kantonen Grignan som tillhör arrondissementet Nyons. År 2022 hade Réauville 394 invånare.

## Befolkningsutveckling
Antalet invånare i kommunen Réauville
Referens:INSEE